# Jan V t’Serjacobs
 (août 2025).
Si vous disposez d'ouvrages ou d'articles de référence ou si vous connaissez des sites web de qualité traitant du thème abordé ici, merci de compléter l'article en donnant les références utiles à sa vérifiabilité et en les liant à la section « Notes et références ».
Jan V t'Serjacobs (? - 1429 ) ou Joannes Alphius fut l'abbé de l'abbaye d'Affligem, de 1413 à 1426 et de 1420 à 1426 Chancelier des États de Brabant, sorte de Premier ministre du Duché de Brabant lors de la minorité du duc Jean IV de Brabant qui n'avait que 12 ans lorsqu'il dut succéder à son père le duc Antoine de Bourgogne, décédé en 1414. En tant que Chancelier il co-fonde l'Université de Louvain en 1425.
La famille t'Serjacobs ou Sirejacob était une importante famille patricienne de Bruxelles durant le XIVe et le XVe siècle et membre du lignage Serhuyghs. Hendrik t'Serjacobs, le père de l'abbé Jan V t'Serjacobs, avait légué tous ses biens et ses terres de Teralfene (anciennement Ter Alphene, d'où le nom van (der) Alphen) à l'abbaye en 1390, cela permet à son fils Jan t'Serjacobs de devenir cellérier de l'abbaye, puis abbé.
Dans l'Historia sacra et profana archiepiscopatus Mechliniensis de Cornelius Van Gestel, il est appelé Joannes Alphius.